# Грогрон
Грогро́н (гро-гро́) — дорогая высококачественная гладкокрашеная шёлковая ткань в XIX веке.
«Гро» (фр. gros) в составных названиях тканей означал наличие в них шёлка. В XIX веке существовало достаточно много видов шёлковых тканей с «гро» в названии, например: гродафрик («африканский»), гроденапль («неаполитанский»), гродетур («турский»), гродерьен, гродешин («китайский»), гробарре, гродеберлен («берлинский»), гродефлоранс («флорентийский»). В большинстве случаев различия между всеми этими «гро» были невелики и обуславливались маркетинговыми стратегиями торговцев. В газете «Молва» в 1831 году писали: «Шёлковые ткани для шляпок переменили несколько названий: летний гро, восточный гро, ост-индский гро, в существе своём одна и та же материя, известная под названием гроденапль». Тем не менее, некоторые шелка типа гро отличались характером орнамента, цветом, шириной полотна. Например, гро д’Анвер был узким полосатым полотном, громуаром называли одноцветный муар с особо чётким отливом. На грогрон, прослывший самой дорогой из гро-тканей, отбирали только самое лучшее шёлковое сырье — крупные неповреждённые коконы шелковичного червя, дающие самую длинную шёлковую нить. Благодаря высокому качеству сырья и очень плотному кручению пряжи грогрон был значительно легче по весу других сортов шёлковых тканей. Одежда из грогрона однозначно говорила о благосостоянии её владелицы. У А. Н. Островского в «Свои люди — сочтёмся» купеческая дочь Олимпиада Самсоновна с внутренним торжеством над собеседницей пересчитывает свои наряды: «А вот считай <…> три атласных да три грогроновых — это тринадцать…».